# يانكي من كونيتيكت في بلاط الملك آرثر
يانكي من كونيتيكت في بلاط الملك آرثر (بالإنجليزية: A Connecticut Yankee in King Arthur's Court)‏ هي رواية فكاهية نشرت عام 1889 بقلم الكاتب الأمريكي مارك توين. كان العنوان الأصلي للكتاب هو يانكي في بلاط الملك آرثر.
بطل القصة هو مهندس أمريكي من كونيكتيكت ينتقل بالزمن عن طريق الخطأ إلى الماضي في بلاط الملك آرثر، حيث يخدع سكان ذلك الوقت ويظنون أنه ساحر، وسرعان ما يستخدم علمه في التكنولوجيا الحديثة ليذهل في الإنجليز من العصور الوسطى المبكرة بأعمال مثل تقنيات الهدم، والألعاب النارية، ويسند بئرا مقدسة. يحاول المهندس تحديث الماضي، ولكن لا يتمكن في النهاية من منع وفاة آرثر واعتراض الكنيسة الكاثوليكية ضده، والذي تبدأ بالقلق من قوته.
كتب توين الكتاب بمثابة عمل هزلي من مفاهيم الفروسية الرومانسية، واستوحاها من حلم رأى نفسه فيه فارسا، وانزعج بشدة من وزن درعه المرهق.

## الحبكة الروائية
هي رواية هزلية تقع في إنجلترا في القرن السادس عشر في فترة حضارة العصور الوسطى وفقًا لوجهة نظر هانك مورغان. وهو مواطن من القرن التاسع عشر من هارتفورد بولاية كونيتيكت، والذي يستيقظ، بعد تلقيه ضربة على رأسه، ليجد نفسه قد عاد بطريقة غير مفهومة بالزمان إلى إنجلترا في العصور الوسطى المبكرة حيث يلتقي الملك آرثر نفسه. يتولى هانك، الذي كان لديه تصور عن ذلك الوقت طوّره على مر السنين بفضل الأساطير الرومانسية، مهمة تحليل المشاكل ومشاركة معرفته من 1300 عام مستقبلية محاولًا تحديث حياة الناس وإضفاء الطابع الأمريكي عليها وتحسينها.
اقتُبست العديد من المقاطع من كتاب «موت الملك آرثر» للسير توماس مالوري مباشرةً، وهو مجموعة من أساطير الملك آرثر تعود إلى العصور الوسطى وتشكل أحد المصادر الرئيسية لأسطورة الملك آرثر وكاميلوت. يلتقي راوي الإطار، وهو رجل من القرن التاسع عشر (ظاهريًا مارك توين نفسه)، بهانك مورغان في العصر الحديث ويبدأ في قراءة كتاب هانك في المتحف الذي يلتقيان به. تعيد بعض شخصيات القصة لاحقًا سرد أجزاء منها بلغة مالوري الأصلية. ويستمد فصل عن نساك القرون الوسطى أيضًا من عمل ويليام إدوارد هارتبول ليكي.

### التعريف بـ«الغريب»
تبدأ القصة بطريقة سرد الشخص الأول في قلعة واريك، حيث يعرض الرجل تفاصيل ما يذكره من حكاية رواها له «غريب مهتم» جُسّد كفارس من خلال لغته البسيطة وإلمامه بالدروع القديمة.
يدخل رجل يدعى هانك مورغان، بعد سرد قصة موجزة عن السير لانسلوت من كاميلوت ودوره في ذبح عملاقين بطريقة الشخص الثالث، المأخوذة مباشرةً من كتاب موت الملك آرثر، ويقتنع بكشف المزيد من قصته، بعد أن يقدم الراوي الويسكي له. ويُوصف هانك، بطريقة سرد الشخص الأول بأنه رجل على دراية بتجارة الأسلحة النارية والآلات، وبأنه وصل إلى مستوى المشرف بفضل كفاءته في تصنيع الأسلحة النارية، وكان له 2000 تابع. يبدأ قصته بتوضيح تفاصيل خلاف دار بينه وبين أتباعه تعرض خلاله لإصابة على رأسه بواسطة «كسّارة» سببها رجل يدعى «هيركليز» باستخدام رافعة.
يصف هانك استيقاظه تحت شجرة بلوط في منطقة ريفية في كاميلوت، بعد تعافيه من الضربة، حيث يلتقي بالفارس سير كاي، راكبًا حصانه. يتحدّاه كاي إلى مبارزة، فيخسر هانك غير المسلح وغير المدرّع بسرعة ويهرع إلى شجرة. يأسر كاي هانك ويقوده نحو قلعة كاميلوت. بعد أن يدرك هانك أنه قد عاد إلى القرن السادس، يستنتج أنه في الواقع أذكى شخص على الأرض، وبمعرفته، ينبغي عليه أن يدير الأمور قريبًا.
يتعرض هانك للسخرية في بلاط الملك آرثر بسبب مظهره ولباسه الغريب ويحكم عليه مجلس الملك آرثر، ولا سيما الساحر ميرلين، بالحرق على العمود في 21 يونيو. ولحسن حظه، يتزامن تاريخ الحرق مع كسوف شمسي تاريخي في عام 528، كان هانك قد تعلمه في حياته السابقة (ولكن أظهرت وكالة ناسا وغيرها من قوائم الكسوف الشمسي أنه في الواقع لم يكن هناك كسوف شمسي في ذلك التاريخ). وفي السجن يرسل صبي وهو كريستنس كلارنس (اسمه الحقيقي أمياس لو بوليت) ليبلغ الملك بأنه سيحجب الشمس إذا أُعدم. يعتقد هانك أن التاريخ عندئذ هو 20 يونيو، ولكن، في الواقع يكون يوم إلقائه لتهديده هو 21 يونيو، وهو اليوم الذي سيحدث فيه الكسوف عند الساعة 12:03 مساءً، وعندما يقرر الملك حرقه، يُفاجئ الكسوف هانك. إلا أنه سرعان ما يستخدم ذلك لصالحه ويقنع الناس بأنه تسبب في الكسوف. فيساوم الملك، ويطلق سراحه، ويصبح ثاني أقوى شخص في المملكة. (ربما استلهم توين ذلك الجزء من قصة واقعة تاريخية استغل فيها كريستوفر كولومبوس معرفته السابقة بخسوف القمر).
يُمنح هانك منصب الوزير الرئيس للملك ويعامله الجميع بأقصى قدر من الخوف والرهبة. تمنحه شهرته لقبًا جديدًا مختارًا من الشعب وهو «الرئيس». ومع ذلك، يعلن أنه سيأخذ دخله الوحيد كنسبة مئوية من أي زيادة في الناتج القومي الإجمالي للمملكة، والذي نجح في خلقه للمملكة كرئيس وزراء لآرثر، ويعتبر الملك آرثر ذلك عادلًا. رغم خوف الناس منه ولقبه الجديد، يعتبر هانك مساويًا لهم إلى حد ما. كان يمكن أن يتهافت الناس عليه لو كان فارسًا أو من طبقة النبلاء، لكن يواجه هانك مشاكل من وقت لآخر لأنه يرفض السعي للانضمام إلى هذه الرتب.

## روابط خارجية
- يانكي من كونيتيكت في بلاط الملك آرثر على موقع الموسوعة البريطانية (الإنجليزية)